# UC 68
UC 68 war ein U-Boot der Kaiserlichen Marine vom Typ UC II, das im Ersten Weltkrieg eingesetzt wurde. Es diente unter dem Kommando von Oberleutnant zur See Hans Degetau bei der U-Flottille Flandern.

## Einsätze
- 1. Unternehmung 14. Februar bis 16. Februar 1917 – Überführung nach Flandern
- 2. Unternehmung ab 10. März 1917 – zum Ärmelkanal, um Minen bei Plymouth, Dartmouth und am Start Point vor der Küste von Devon zu legen.

## Verbleib
UC 68 verließ Seebrügge am 10. März 1917, die Sperren bei Plymouth und Dartmouth konnte UC 68 erfolgreich verlegen. Beim Legen der Minen am Start Point kam es zur Explosion einer eigenen Mine. UC 68 ging dadurch mit der gesamten Besatzung bei 50° 12′ 56″ N, 3° 37′ 23″ W verloren.

## Versenkungserfolge
Die genauen Versenkungserfolge durch die Minen sind schwer zu verifizieren, da keine eigenen Berichte der Kommandanten die Versenkung unmittelbar nachweisen können.
| Versenkungserfolge von UC 68 |             |                        |         |                                           |
| Datum                        | Schiffsname | Nationalität           | Tonnage | Bemerkung                                 |
| 12. März 1917                | Tandil      | Vereinigtes Königreich | 2.897   |                                           |
| 12. März 1917                | Privet      | Royal Navy             | 803     | das Schiff wurde beschädigt               |
| 14. März 1917                | Orsova      | Vereinigtes Königreich | 12.036  | das Schiff wurde beschädigt und strandete |
| 15. März 1917                | Foyle       | Royal Navy             | 550     | 28 (29) Mann der Besatzung starben        |